# Biras
Biras är en kommun i departementet Dordogne i regionen Nouvelle-Aquitaine i sydvästra Frankrike. Kommunen ligger i kantonen Brantôme som tillhör arrondissementet Périgueux. År 2022 hade Biras 715 invånare.

## Befolkningsutveckling
Antalet invånare i kommunen Biras
Referens:INSEE